# 아티스 슬락테리스
아티스 슬락테리스(Atis Slakteris, 1956년 11월 21일~)는 라트비아의 전직 농림부, 국방부, 재정경제부 장관이었다.
1975년에 바우스카 제1 고등학교를 졸업하였고, 1980년 라트비아 농업 대학교에서 기계공학을 전공하였다. 대학교를 졸업한 후 자동차 기계공으로 일하다가 초데 콜호스의 주임 엔지니어로 일하였다. 1990년부터 1994년까지는 바우스카 지역 농림부의 주임 엔지니어 및 지역 농림부 이사로 일하였다.
제6회 의회 총선에 라트비아 농민 연합과 라트비아 기독 민주당의 연합 후보로 젬갈레 지역에 출마하였으나 낙선하였다. 1998년 4월 인민당에 합류하여 가을에 있었던 제7회 의회 총선에서 당선되었다. 2000년부터 2002년까지는 안드리스 베르진슈 총리의 내각에서 농림부 장관을 담당하였다. 2002년에는 라트비아 인민당 대표가 되어 제8회 의회 총선에서 당선되었다. 2004년에는 인둘리스 엠시스 내각에서 국방부 장관이 되었다. 2006년 4월 8일 아이가르스 칼비티스 내각에서 연임되었다. 2006년 10월 제9회 총선에서 국회 의원으로 당선되었고 국방부 장관직을 유지하였다. 2007년 재무부 장관이 되었으나 2009년 사임하였다.
2008년 후반 블룸버그와 가졌던 라트비아의 경제 위기를 주제로 한 인터뷰에서, 라트비아가 IMF에서 대출을 받게 된 이유를 물어 보았을 때 "별 일 없다"(Nothing special)라고 대답하였다. 슬락테리스의 영어 능력과 억양을 비꼬는 "Nasing spešal" 및 "My answer will by, but I will not say"와 같은 어구는 라트비아에서 인기를 얻었다.